# Yasmeen Ghauri
Yasmeen Ghauri (Montreal, 23 de marzo de 1971) es una supermodelo canadiense y una de las más reconocidas de los años 90s, actualmente retirada del mundo de la moda.

## Carrera

### Modelaje
Una de las primeras apariciones en los medios de Yasmeen ocurrió en el vídeoclip de la canción "Sacrifice" de Elton John, junto a Chris Isaak.
Ghauri disfrutó del reconocimiento en la década de 1990 tras su aparición en la portada de la revista Elle en enero de 1991. Pronto se convirtió en la imagen de las marcas Chanel y Jil Sander. A fines de década, Ghauri apareció en la portada de la versión francesa de Elle en julio y diciembre. En septiembre participó en una pasarela en Milán para Gianni Versace y más tarde para Chanel, Helmut Lang, Jean Paul Gaultier y Lanvin en París. Se convirtió en el rostros de Christian Dior y Anne Klein en 1991. En enero fue fotografiada por Steven Meisel para la portada de la versión italiana de Vogue y a final de año apareció en las editoriales para las versiones británica e italiana de la misma revista. El reconocido fotógrafo Patrick Demarchelier, quien la fotografió para la versión de Italia, se refirió a ella como su modelo favorita.

### Retiro
En 1992 firmó un contrato con Victoria’s Secret y se convirtió en la imagen de Valentino. En 1993 fue fotografiada por Gilles Bensimon para Elle. Apareció en el documental de 1995 Unzipped de Isaac Mizrahi, e hizo parte del espectáculo de moda anual de Victoria's Secret en 1996. Por esa época se retiró de las pasarelas para iniciar una vida de hogar con su esposo, Ralph Bernstein y sus hijos.